# 북부집단군
북부 집단군(독일어: Heeresgruppe Nord)은 제2차 세계 대전 기간 동안 존재했던 나치 독일 국방군 육군의 집단군이다. 1939년에 창설되었으며, 소련을 침공한 1941년 6월의 바르바로사 작전 때에도 동부 전선의 3개 집단군(북부, 중부, 남부) 중 하나로 참전하였다. 1945년 1월 25일, 쾨니히스베르크에 포위되자 기존의 북부 집단군이 쿠를란트 집단군(쿠를란트 포켓. 병력 약 20만 명)으로 개편되고, 중부 집단군이 북부 집단군으로 개칭되었다.

## 연혁
- 1941년 6월 22일, 창설 : 바르바로사 작전에서 동부전선의 북부 지역 담당 (레닌그라드 공격)
- 1945년 1월 25일, 개편 : 쿠를란트 집단군으로 개편 및 중부 집단군을 북부 집단군으로 개칭
- 1945년 4월 2일, 해체

## 사령관
- 초대, 페도어 폰 보크 원수 : 1939년 8월 27일 ~ 1941년 6월 20일
- 2대, 빌헬름 폰 레프 원수 : 1941년 6월 21일 ~ 1942년 1월 17일
- 3대, 게오르크 폰 퀴흘러 원수 : 1942년 1월 17일 ~ 1944년 1월 9일
- 4대, 발터 모델 원수 : 1944년 1월 31일 ~ 1944년 3월 31일
- 5대, 게오르크 린데만(Georg Lindemann) 상급대장 : 1944년 3월 31일 ~ 1944년 6월 4일
- 6대, 요하네스 프리스너(Johannes Frießner) 상급대장 : 1944년 6월 4일 ~ 1944년 6월 23일
- 7대, 페르디난트 쇠르너 상급대장 : 1944년 6월 23일 ~ 1945년 1월 27일
- 8대, 로타르 렌둘릭 상급대장 : 1945년 1월 27일 ~ 1945년 3월 12일 (기존 중부 집단군)
- 9대, 발터 바이스(Walter Weiß) 상급대장 : 1945년 3월 12일 ~ 1945년 4월 2일

## 편성

### 1939년 9월
- 제3군
- 제4군

### 1941년 6월
- 제4기갑군
- 제16군
- 제18군

### 1942년 12월
- 제16군
- 제18군

### 1944년 9월
- 제16군
- 제18군
- 그라서 분견군(Armee-Abteilung Grasser)

### 1945년 1월쿠를란트 집단군
- 제4군
- 잠란트 분견군(Armee-Abteilung Samland)

## 같이 보기
- 남부집단군
- 중부 집단군